# Slaget vid Lappo
Slaget vid Lappo var ett slag under det finska kriget 1808-1809.
Under den svenska sommaroffensiven drog den ryske kommendören Nikolaj Rajevskij sig tillbaka till Lappo med sin armé på omkring 4 100 man, där han organiserade sitt försvar. Den mark han valde var dock inte till hans fördel. Den 14 juli 1808 gick den 4 700 man starka svenska armén, under överste Carl Johan Adlercreutz till attack. Det svenska målet var att utflankera ryssarna, omringa och förinta deras armé.
Vid detta slag utmärkte sig Carl von Döbeln och hans Björneborgs regemente. När de marscherade upp över de öppna fälten, mot den stad där ryssarna hade anordnat sitt försvar gav Adlercreutz order om halt. Von Döbeln och hans män utsattes för ett brutalt artilleribombardemang. Detta var för mycket för von Döbeln som gav order om att fortsätta. Efter våldsamma närstrider inne bland byggnaderna rensade Björneborgsregementet staden från allt motstånd.
Rajevskij flydde och lyckades bryta sig ut och Adlercreutz plan att ringa in den ryska armén gick om intet. Detta till trots blev slaget vid Lappo en mycket viktig seger för den svenska armén som nu fortsatte sin sommaroffensiv. Som ett direkt resultat av nederlaget vid Lappo ersattes Rajevskij som befälhavare med den yngre, men kapable general Nikolaj Kamenskij.